# アル・ワーハート県
アル・ワーハート県（アル・ワーハートけん、アラビア語: الواحات、Al Wahat）は、リビアの県。人口は17万9155人（2006年国勢調査）。県都および中心都市はアジュダービヤーである。

## 隣接県
東と北東でブトナーン県と、南でクフラ県と、南西でジュフラ県と、西でスルト県と、北でベンガジ県、マルジュ県、ジャバル・アル・アフダル県、デルナ県に隣接する。北は地中海に臨む。
東はエジプトのマトルーフ県、ワーディー・ゲディード県と接する。